# Арабян, Крисдапор
Крисдапор Арабян (арм. Քրիսդափոր Արաբյան, англ. Krisdapor Arabian; род. 10 марта 1989 года, Мэриленд, США) — армянский певец, исполнитель революционно-патриотических песен, член АРФ «Дашнакцутюн».

## Биография
Крисдапор Арабян родился 10 марта 1989 года в штате Мэриленд, США. В раннем возрасте присоединился ко Всеобщему армянскому физкультурному союзу (ВАФС) «Оменетмен». Затем стал членом молодёжного крыла АРФ «Дашнакцутюн». Несмотря на то, что Крисдапор никогда не посещал армянскую школу, благодаря своей семье он владеет армянским языком в совершенстве.
Арабян рос, слушая армянские патриотические песни и множество рассказов своего деда и его брата, участвовавших в гражданской войне в Ливане. Рассказы о мужестве и силе во время войны стали одной из причин, по которым Арабян начал петь патриотические песни. Уже имея пятилетний опыт выступлений, летом 2011 года в Бейруте Арабян выпустил свой первый альбом «Vol.1», включивший 10 песен. Первую песню альбома Арабян посвятил Акопу Марсубяну — брату своего деда по материнской линии, оказавшему большое влияние на его жизнь, — песня «Հակոբ Մարսուբյանի հիշատակին». Арабян выступал во многих штатах восточного побережья США, в том числе в Нью-Йорке, Нью-Джерси, Филадельфии и Бостоне, а также на Кипре и в Канаде.
Дебютный альбом был представлен 11 февраля 2012 года во время мероприятия Армянского журналистского фонда «Оракарг» в голливудском Карапетян-холле (Karapetian Hall).
Арабян испытал сильное влияние творчества Гарника Саркисяна.